# Blum-Haus (Essen)

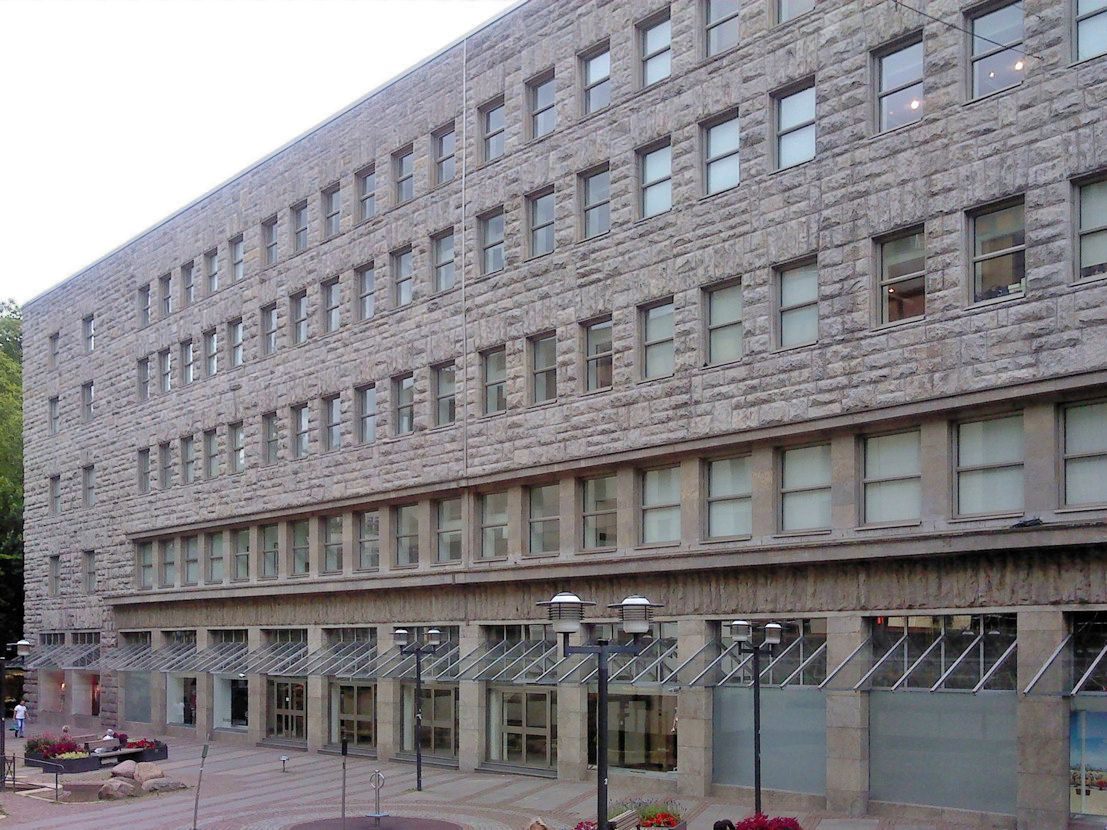
Gebäude des ehemaligen Textilkaufhauses Blum (Ansicht vom Friedensplatz)

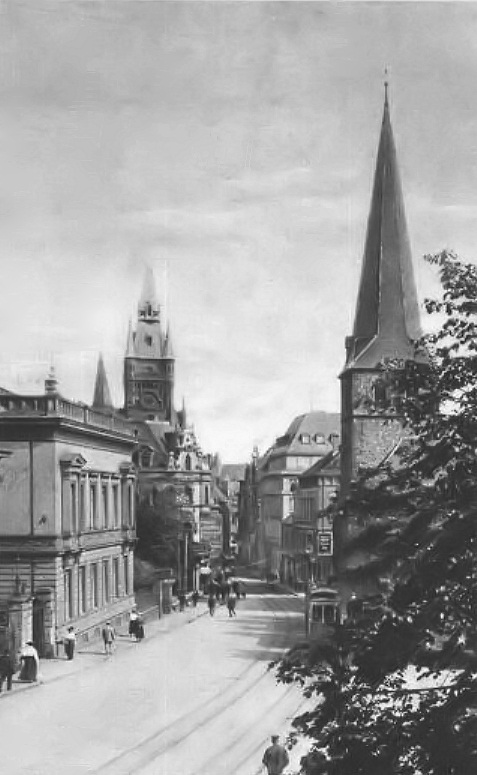
Situation 1921 (Ansicht von der Kettwiger Straße): links: das Grillo-Haus an Stelle des späteren Blum-Hauses, dahinter der Turm des alten Rathauses, rechts St. Johann Baptist

Das Blum-Haus ist ein Geschäftshaus an der Kettwiger Straße 37 in Essen, das 1925 nach Entwürfen des Architekten Ernst Bode in Spannbeton-Bauweise errichtet wurde. Die Fassaden an der Kettwiger Straße und am Friedensplatz, vormals Kardinal-Hengsbach-Platz, stehen seit 1995 unter Denkmalschutz.

## Geschichte
Ernst Bode gestaltete in den 1920er Jahren den Essener Burgplatz neu. Nach seinen Plänen wurden dort das Blum-Haus, das Baedekerhaus und das Haus der Lichtburg errichtet.
Auf dem Grundstück des Blum-Hauses befand sich zuvor ein Wohnhaus von Essener Stiftsdamen, die sogenannte Lichtensteinsche Kurie. Mitglieder des Adelsgeschlechts Lichtenstein traten einst in den Dienst des Essener Damenstifts. 1824 erwarb es der Freiherr von Asbeck, danach der Unternehmer Friedrich Grillo.
1925 wurde an dieser Stelle ein Textilkaufhaus, das Blum-Haus, für den jüdischen Kaufmann Gustav Blum (* 29. Januar 1879 in Riemke; † 1. Juli 1935 in Essen) erbaut, der den Essener Einzelhandelsverband gründete und als Vorsitzender leitete sowie Mäzen und Stifter (Museum Folkwang, Synagoge) war. Das Kaufhaus war das damals größte deutsche Textilkaufhaus mit 600 Mitarbeitern. Blums Söhne mussten im Rahmen der Arisierung 1938 das Gebäude weit unter Wert veräußern. Das Kaufhaus erhielt anschließend den Namen Textilhaus Loosen & Co., vormals Gustav Blum. Es bestand bis 1987 und wurde 1989 zum Kaufhaus für Peek & Cloppenburg umgebaut.
Kurt Loosen, der 1938 das Gebäude, durch die äußeren Umstände, Stichwort Arisierung, sehr günstig aus den Händen der Familie Blum, die in die Vereinigten Staaten emigrierte, erwarb, bezog dabei das Kapital dafür unter anderem vom Elberfelder Textilunternehmer Gebhard (vgl. Gebhardgebäude). Gebhard versprach sich durch die Finanzierung natürlich wirtschaftlichen Erfolg, durch den Verkauf seiner Bekleidung im neuen Modehaus, da Kurt Loosen sein Handwerk zuvor als Geschäftsführer bei der Karstadt AG erwarb. Das Textilunternehmen Loosen bestand immerhin ca. 50 Jahre im Markt, bevor es dann 1988 Konkurs anmeldete. Der Verkauf des Unternehmens Loosen wenige Monate vorher löste zusammen mit dem gleichzeitigen Eigentümerwechsel der Gesellschaft, die das an Loosen vermietete Gebäude besaß, den Verdacht aus, hier sei ein Unternehmen bewusst aufgekauft und in den Ruin getrieben worden. Das Haus mit rund 7000 Quadratmetern Verkaufsfläche wurde zu einem Preis von 29.000.000 DM statt der zu erwartenden 50.000.000 oder 60.000.000 DM veräußert, die allerdings nur zu erzielen gewesen wären, wenn der Mietvertrag mit Loosen nicht bestanden hätte, der noch drei weitere Jahre hätte laufen sollen. Das Unternehmen Peek & Cloppenburg, das schon früher Kaufinteresse am Blum-Haus bekundet hatte, geriet in den Verdacht, hinter einer Briefkastenfirma zu stecken, die diesen Coup eingefädelt haben sollte. Eine Kleine Anfrage der Abgeordneten Frau Krieger und der Fraktion der Grünen zu diesen Vorgängen wurde am 7. März 1988 abschlägig beantwortet. Es sei grundsätzlich nicht die Aufgabe der Bundesregierung, Unternehmen, die in Schwierigkeiten geraten sind, finanzielle Hilfe zu leisten, und es stehe auch nicht in der Macht der Bundesregierung, die Richtigkeit der Presseberichte über die Vorgänge, die 340 Menschen ihre Arbeitsplätze kosteten, zu überprüfen und gegebenenfalls einzugreifen.

## Baubeschreibung
Das Gebäude schloss sich laut Beschreibung in der Essener Denkmalliste an das in den Jahren 1926 bis 1928 errichtete Baedeker-Haus an, das den westlichen Abschluss des Burgplatzes bildet. Der Bau des Blum-Hauses war spätestens 1929 abgeschlossen und die Gestaltung des Gebäudes an den Formen des Baedeker-Hauses orientiert. Allerdings hat man beim Bau auf die Sichtachse von der St.-Johannes-Kirche zum Kurienplatz (zwischen 1994 und 2024 Kardinal-Hengsbach-Platz, heute Friedensplatz genannt) Rücksicht genommen.
Ein Text zum Denkmalpfad Essen stellt umgekehrt das Baedeker-Haus als Anschluss- und Erweiterungsbau des Blum-Hauses dar. Bode hat hier die Außengestaltung, die er für das Blum-Haus entworfen habe, weitergeführt und so für ein einheitliches Erscheinungsbild der beiden Bauten gesorgt.
Die Fronten des Blum-Hauses unterscheiden sich deutlich voneinander: Die dem Kurienplatz zugewandte Front ist der traditionalistischen Fassadenkunst zugewandt, während der Bauabschnitt in Richtung I. Hagen eine moderne Formensprache aufweist. Damit befindet sich das Bauwerk im Spannungsfeld von Traditionalismus und Avantgarde.
Wohl nach 1945 wurde das Gebäude um ein Stockwerk erhöht; auch die Fassaden erfuhren Veränderungen. Diese wurden zwar als Beeinträchtigungen angesehen, jedoch für nicht so gravierend befunden, dass man den beiden Fassaden den Denkmalschutz wegen verlorengegangener architektonischer oder städtebaulicher Grundmerkmale abgesprochen hätte. Die inneren Umbauten des Jahres 1989 allerdings stellten einen so deutlichen Eingriff dar, dass das Geschäftshaus als Ganzes nicht unter Denkmalschutz gestellt werden konnte.
Das Gebäude wurde am 27. April 1995 als Baudenkmal in die Denkmalliste der Stadt Essen eingetragen.
Die Kaufhaus-Fassade weist eine Rustika-Verkleidung aus grob behauenem Muschelkalk auf. In Proportionen und Material der Fassaden orientiert sich das Gebäude an der Stuttgarter Schule sowie an Paul Bonatz und dessen Fassade des Stuttgarter Hauptbahnhofs. Das Haus ist ein Beispiel für die sogenannte neue Monumentalität, einen Rückgriff traditionalistischer Architekten auf den Monumentalstil um 1900, der seit der zweiten Hälfte der 1920er Jahre gepflegt wurde.
An der Schaufassade befanden sich zwei Konsolen. Darauf standen senkrecht stehende Leuchtreklamen mit dem Namen Blum. An der Seitenwand befanden sich drei Monolithe aus Ruhrsandstein mit darauf befindlichen Konsolen, auf denen  drei senkrecht stehende Leuchtreklamen mit dem Namen Blum angebracht waren. Diese Ausstattung ging verloren.